# NGC 7208
NGC 7208 (również PGC 68120) – galaktyka soczewkowata (SB0), znajdująca się w gwiazdozbiorze Ryby Południowej. Odkrył ją John Herschel 28 września 1834 roku.